# McDonald's All-American Game
El McDonald's All-American Game es un partido que disputan los mejores baloncestistas de high school del año, tanto en la categoría de masculino como en la de femenino. Al finalizar la temporada, se realiza un partido de exhibición y como parte del evento se incluye un concurso de mates y otro de triples. 
Formar parte del McDonald's All-American es un buen método para que los jóvenes jugadores se den a conocer y que las universidades se interesen por ellos. 
Tanto el evento como los equipos (Este y Oeste) están patrocinados por McDonald's.
El encuentro masculino comenzó en 1978, mientras que el femenino lo hizo en 2002.
Muchos jugadores como Michael Jordan, Magic Johnson, Kobe Bryant, Shaquille O'Neal, Chris Webber, Carmelo Anthony, LeBron James, Kevin Garnett, Isiah Thomas, Vince Carter, Jason Kidd, Grant Hill, Chris Bosh, DeMar DeRozan, Amare Stoudemire, Kevin Durant, Anthony Davis, Kyrie Irving, Devin Booker, Brandon Ingram, Lonzo Ball, Jayson Tatum y Zion Williamson han formado parte del McDonald's All-American Team.

## Ediciones

### Masculino
| East All-Stars | 23 |
| West All-Stars | 21 |
| -------------- | -- |

| Año  | Resultado                             | Pabellón                              | Lugar                                 | MVP, instituto                                                                                              | Público                               | Cadena de TV                          | Comentaristas                                               |
| ---- | ------------------------------------- | ------------------------------------- | ------------------------------------- | --- | ------------------------------------- | ------------------------------------- | ----------------------------------------------------------- |
| 1978 | West 94, East 86                      | The Spectrum                          | Filadelfia, Pensilvania               | Rudy Woods, Bryan High School (TX)                                                                          | 13,063                                | Partidos no televisados               | Partidos no televisados                                     |
| 1979 | East 106, West 105 (OT)               | Charlotte Coliseum                    | Charlotte, Carolina del Norte         | Darren Daye, John F. Kennedy HS (CA)                                                                        | 11,666                                | Partidos no televisados               | Partidos no televisados                                     |
| 1980 | West 135, East 111                    | Oakland Coliseum Arena                | Oakland, California                   | Russell Cross, Hugh Manley HS (IL)                                                                          | 8,429                                 | Partidos no televisados               | Partidos no televisados                                     |
| 1981 | East 96, West 95                      | Levitt Arena                          | Wichita, Kansas                       | Adrian Branch, DeMatha HS (MD) Aubrey Sherrod, Wichita Heights HS (KS)                                      | 10,006                                | Partidos no televisados               | Partidos no televisados                                     |
| 1982 | West 103, East 84                     | Rosemont Horizon                      | Rosemont, Illinois                    | Efrem Winters, King College Prep High School (IL)                                                           | 15,836                                | Partidos no televisados               | Partidos no televisados                                     |
| 1983 | West 115, East 113                    | Omni Coliseum                         | Atlanta, Georgia                      | Winston Bennett, Male HS (KY) Dwayne "Pearl" Washington, Boys and Girls High School (NY)                    | 14,926                                | Partidos no televisados               | Partidos no televisados                                     |
| 1984 | West 131, East 106                    | Pauley Pavilion                       | Los Ángeles, California               | John Williams, Crenshaw High School (CA)                                                                    | 10,214                                | Partidos no televisados               | Partidos no televisados                                     |
| 1985 | East 128, West 98                     | Moody Coliseum                        | University Park, Texas                | Walker Lambiotte, Central HS (VA)                                                                           | 9,007                                 | ESPN                                  | Jim Thacker Dick Vitale                                     |
| 1986 | East 104, West 101                    | Joe Louis Arena                       | Detroit, Míchigan                     | J. R. Reid, Kempsville HS (VA)                                                                              | 15,527                                | ESPN                                  |                                                             |
| 1987 | East 118, West 110                    | The Spectrum                          | Filadelfia, Pensilvania               | Mark Macon, Buena Vista THS (MI)                                                                            | 10,156                                | ABC                                   |                                                             |
| 1988 | East 105, West 99                     | The Pit                               | Albuquerque, Nuevo México             | Alonzo Mourning, Indian River HS (VA) Billy Owens, Carlisle HS (PA)                                         | 12,815                                | ABC                                   | Keith Jackson Dick Vitale                                   |
| 1989 | West 112, East 103                    | Kemper Arena                          | Kansas City, Misuri                   | Shaquille O'Neal, Robert G. Cole HS (TX) Bobby Hurley, St. Anthony HS (NJ)                                  | 9,419                                 | ABC                                   | Gary Bender Dick Vitale                                     |
| 1990 | East 115, West 104                    | Market Square Arena                   | Indianápolis, Indiana                 | Shawn Bradley, Emery County High School (UT) Khalid Reeves, Christ the King HS (NY)                         | 12,033                                | ABC                                   | Gary Bender Dick Vitale                                     |
| 1991 | West 108, East 106                    | Springfield Civic Center              | Springfield, Massachusetts            | Chris Webber, Detroit Country Day School (MI) Rick Brunson, Salem HS (MA)                                   | 8,246                                 | CBS                                   | Greg Gumbel Billy Packer                                    |
| 1992 | West 100, East 85                     | Alexander Memorial Coliseum           | Atlanta, Georgia                      | Othella Harrington, Murrah HS (MS)                                                                          | 7,589                                 | CBS                                   | James Brown Billy Packer                                    |
| 1993 | East 105, West 95                     | Mid-South Coliseum                    | Memphis, Tennessee                    | Jacque Vaughn, John Muir HS (CA) Jerry Stackhouse, Oak Hill Academy (VA)                                    | 10,225                                | CBS                                   | Greg Gumbel Bill Raftery                                    |
| 1994 | East 112, West 110                    | Nassau Veterans Memorial Coliseum     | Uniondale, New York                   | Felipe López, Rice HS (NY)                                                                                  | 6,008                                 | CBS                                   | Verne Lundquist Bill Raftery                                |
| 1995 | West 125, East 115                    | Kiel Center                           | San Luis, Misuri                      | Kevin Garnett, Farragut Academy HS (IL)                                                                     | 16,201                                | CBS                                   | Verne Lundquist Bill Raftery                                |
| 1996 | East 120, West 105                    | Civic Arena                           | Pittsburgh, Pensilvania               | Shaheen Holloway, St. Patrick HS (NJ)                                                                       | 13,411                                | CBS                                   | Gus Johnson Bill Raftery                                    |
| 1997 | East 94, West 81                      | Clune Arena                           | Colorado Springs, Colorado            | Kenny Gregory, Independence HS (OH)                                                                         | 5,858                                 | CBS                                   | Gus Johnson Dan Bonner                                      |
| 1998 | East 128, West 112                    | Norfolk Scope                         | Norfolk, Virginia                     | Ronald Curry, Hampton HS (VA)                                                                               | 10,253                                | ESPN                                  | Dave Barnett, Bill Raftery, Jay Bilas                       |
| 1999 | West 141, East 128                    | Hilton Coliseum                       | Ames, Iowa                            | Jonathan Bender, Picayune Memorial HS (MS)                                                                  | 10,993                                | ESPN                                  | Dave Barnett, Larry Conley, Jay Bilas                       |
| 2000 | West 146, East 120                    | FleetCenter                           | Boston, Massachusetts                 | Zach Randolph, Marion HS (IN)                                                                               | 18,624                                | ESPN                                  | Dave Barnett Tim McCormick                                  |
| 2001 | West 131, East 125                    | Cameron Indoor Stadium                | Durham, Carolina del Norte            | Eddy Curry, Thornwood HS (IL)                                                                               | 9,314                                 | ESPN                                  | Dave Sims                                                   |
| 2002 | East 138, West 107                    | Madison Square Garden                 | Nueva York, Nueva York                | JJ Redick, Cave Spring HS (VA)                                                                              | 16,505                                | ESPN                                  | Dave Sims Larry Conley                                      |
| 2003 | East 122, West 107                    | Gund Arena                            | Cleveland, Ohio                       | LeBron James, St. Vincent-St. Mary HS (OH)                                                                  | 18,728                                | ESPN                                  | Dan Shulman Jay Bilas                                       |
| 2004 | East 126, West 96                     | Ford Center                           | Oklahoma City, Oklahoma               | Dwight Howard, Southwest Atlanta Christian Academy (GA) J. R. Smith, St. Benedict's Preparatory School (NJ) | 14,402                                | ESPN                                  | Dave Pasch, Doug Gottlieb, Tim McCormick                    |
| 2005 | East 115, West 110                    | Joyce Center                          | Notre Dame, Indiana                   | Josh McRoberts, Carmel (IN)                                                                                 | 7,660                                 | ESPN                                  |                                                             |
| 2006 | West 112, East 94                     | Cox Arena                             | San Diego, California                 | Chase Budinger, La Costa Canyon HS (CA) Kevin Durant, Montrose Christian School (MD)                        | 11,900                                | ESPN                                  | Dave Pasch, Jay Williams, Tim McCormick                     |
| 2007 | West 114, East 112                    | Freedom Hall                          | Louisville, Kentucky                  | Michael Beasley, Notre Dame Prep (MA)                                                                       | 11,632                                | ESPN                                  | Eric Collins, Len Elmore, Tim McCormick, Quint Kessenich    |
| 2008 | East 107, West 102                    | Bradley Center                        | Milwaukee, Wisconsin                  | Tyreke Evans, American Christian Academy (PA)                                                               | 10,914                                | ESPN                                  |                                                             |
| 2009 | East 113, West 110                    | BankUnited Center                     | Coral Gables, Florida                 | Derrick Favors, South Atlanta HS (GA)                                                                       | 5,981                                 | ESPN                                  |                                                             |
| 2010 | West 107, East 104                    | Value City Arena                      | Columbus, Ohio                        | Harrison Barnes, Ames HS (IA) Jared Sullinger, Northland HS (OH)                                            | 9,210                                 | ESPN                                  | Bob Wischusen, Jay Williams, Quint Kessenich                |
| 2011 | East 111, West 96                     | United Center                         | Chicago, Illinois                     | Michael Kidd-Gilchrist, St. Patrick HS (NJ) James Michael McAdoo, Norfolk Christian (VA)                    | 19,909                                | ESPN                                  | Bob Wischusen, Jay Williams, Stephen Bardo, Quint Kessenich |
| 2012 | West 106, East 102                    | United Center                         | Chicago, Illinois                     | Shabazz Muhammad, Bishop Gorman HS (NV)                                                                     | 16,308                                | ESPN                                  | Bob Wischusen, Jay Williams, Stephen Bardo, Quint Kessenich |
| 2013 | West 110, East 99                     | United Center                         | Chicago, Illinois                     | Aaron Gordon, Archbishop Mitty HS (CA)                                                                      | 15,818                                | ESPN                                  | Carter Blackburn, Jay Williams, Jalen Rose, Quint Kessenich |
| 2014 | West 105, East 102                    | United Center                         | Chicago, Illinois                     | Jahlil Okafor, Whitney Young (IL) Justin Jackson, Homeschool Christian Youth Association (TX)               | 17,116                                | ESPN                                  | Carter Blackburn, Jay Williams, Jalen Rose, Quint Kessenich |
| 2015 | East 111, West 91                     | United Center                         | Chicago, Illinois                     | Cheick Diallo, Our Savior New American School (NY)                                                          |                                       | ESPN                                  | Adam Amin, Jay Williams, Jalen Rose, Quint Kessenich        |
| 2016 | West 114, East 107                    | United Center                         | Chicago, Illinois                     | Josh Jackson, Justin-Siena HS/Prolific Prep (CA) Frank Jackson, Lone Peak HS (UT)                           |                                       | ESPN                                  | Adam Amin, Jay Williams, Jalen Rose, Quint Kessenich        |
| 2017 | West 109, East 107                    | United Center                         | Chicago, Illinois                     | Michael Porter Jr., Nathan Hale HS/Father Tolton HS (MO)                                                    |                                       | ESPN                                  | Adam Amin, Jay Williams, Jalen Rose, Quint Kessenich        |
| 2018 | West 131, East 128                    | Philips Arena                         | Atlanta, Georgia                      | Nassir Little, Orlando Christian Prep (FL)                                                                  |                                       | ESPN2                                 | Mike Couzens, Jay Williams, Cory Alexander, Quint Kessenich |
| 2019 | East 115, West 100                    | State Farm Arena                      | Atlanta, Georgia                      | Cole Anthony, Oak Hill Academy (VA)                                                                         |                                       | ESPN2                                 | Mike Couzens, Jay Williams, Cory Alexander, Quint Kessenich |
| 2020 | Cancelado por la pandemia de COVID-19 | Cancelado por la pandemia de COVID-19 | Cancelado por la pandemia de COVID-19 | Cancelado por la pandemia de COVID-19                                                                       | Cancelado por la pandemia de COVID-19 | Cancelado por la pandemia de COVID-19 | Cancelado por la pandemia de COVID-19                       |
| 2021 | Cancelado por la pandemia de COVID-19 | Cancelado por la pandemia de COVID-19 | Cancelado por la pandemia de COVID-19 | Cancelado por la pandemia de COVID-19                                                                       | Cancelado por la pandemia de COVID-19 | Cancelado por la pandemia de COVID-19 | Cancelado por la pandemia de COVID-19                       |
| 2022 | East 105, West 81                     | Wintrust Arena                        | Chicago, Illinois                     | Dariq Whitehead, Montverde Academy (FL)                                                                     |                                       | ESPN                                  | Ted Emrich, Cory Alexander, Paul Biancardi                  |
| 2023 | East 109, West 106                    | Toyota Center                         | Houston, Texas                        | D. J. Wagner, Camden High School Isaiah Collier, Wheeler High School                                        |                                       | ESPN                                  | Ted Emrich, Cory Alexander, Paul Biancardi                  |
| 2024 | East 88, West 86                      | Toyota Center                         | Houston, Texas                        | Dylan Harper, Don Bosco Prep Derik Queen, Montverde Academy                                                 |                                       |                                       | Ted Emrich, Cory Alexander, Paul Biancardi                  |

### Femenino
| Año   | Pabellón              | Ciudad                  | MVP                                     | High School                                 | Universidad                             |
| ----- | --------------------- | ----------------------- | --------------------------------------- | ------------------------------------------- | --------------------------------------- |
| 2002  | Madison Square Garden | New York City, New York | Ann Strother                            | Highlands Ranch HS (CO)                     | UConn                                   |
| 2002  | Madison Square Garden | New York City, New York | Shanna Zolman                           | Wawasee High School (IN)                    | Tennessee                               |
| 2003  | Gund Arena            | Cleveland, Ohio         | Katie Gearlds                           | Beech Grove HS (IN)                         | Purdue                                  |
| 2004  | Ford Center           | Oklahoma City, Oklahoma | Alexis Hornbuckle                       | South Charleston HS (WV)                    | Tennessee                               |
| 2005  | Joyce Center          | Notre Dame, Indiana     | Courtney Paris                          | Piedmont HS (CA)                            | Oklahoma                                |
| 2006  | Cox Arena             | San Diego, California   | Jayne Appel                             | Carondelet HS (CA)                          | Stanford                                |
| 2007  | Freedom Hall          | Louisville, Kentucky    | Jasmine Thomas                          | Oakton HS (VA)                              | Duke                                    |
| 2008  | Bradley Center        | Milwaukee, Wisconsin    | fr                                      | Paul Laurence Dunbar HS (TX)                | Rutgers / Baylor                        |
| 2008  | Bradley Center        | Milwaukee, Wisconsin    | Tierra Ruffin-Pratt                     | T. C. Williams HS (VA)                      | North Carolina                          |
| 2009  | BankUnited Center     | Coral Gables, Florida   | Skylar Diggins                          | Washington HS (IN)                          | Notre Dame                              |
| 2010  | Value City Arena      | Columbus, Ohio          | Natasha Howard                          | Waite HS (OH)                               | Florida State                           |
| 2010  | Value City Arena      | Columbus, Ohio          | Meighan Simmons                         | Byron P. Steele II HS (TX)                  | Tennessee                               |
| 2011] | United Center         | Chicago, Illinois       | Elizabeth Williams                      | Princess Anne HS (VA)                       | Duke                                    |
| 2012  | United Center         | Chicago, Illinois       | Alexis Prince                           | Edgewater HS (FL)                           | Baylor                                  |
| 2013  | United Center         | Chicago, Illinois       | Mercedes Russell                        | Springfield HS (OR)                         | Tennessee                               |
| 2014  | United Center         | Chicago, Illinois       | Brianna Turner                          | Manvel High School (TX)                     | Notre Dame                              |
| 2015  | United Center         | Chicago, Illinois       | Marina Mabrey                           | Manasquan High School (NJ)                  | Notre Dame                              |
| 2015  | United Center         | Chicago, Illinois       | Te'a Cooper                             | McEachern High School (GA)                  | Tennessee                               |
| 2016  | United Center         | Chicago, Illinois       | Sabrina Ionescu                         | Miramonte High School (CA)                  | Oregon                                  |
| 2017  | United Center         | Chicago, Illinois       | Rellah Boothe                           | IMG Academy (FL)                            | Texas                                   |
| 2018  | Philips Arena         | Atlanta, Georgia        | Christyn Williams                       | Central Arkansas Christian High School (AR) | UConn                                   |
| 2019  | State Farm Arena      | Atlanta, Georgia        | Jordan Horston                          | Columbus Africentric Early College (OH)     | Tennessee                               |
| 2020  | Toyota Center         | Houston, Texas          | Cancelado debido a la pandemia COVID-19 | Cancelado debido a la pandemia COVID-19     | Cancelado debido a la pandemia COVID-19 |
| 2021  | N/A                   | N/A                     | Cancelado debido a la pandemia COVID-19 | Cancelado debido a la pandemia COVID-19     | Cancelado debido a la pandemia COVID-19 |
| 2022  | Wintrust Arena        | Chicago, Illinois       | Gabriela Jaquez                         | Adolfo Camarillo High School (CA)           | UCLA                                    |
| 2022  | Wintrust Arena        | Chicago, Illinois       | Kiki Rice                               | Sidwell Friends School (DC)                 | UCLA                                    |
| 2023  | Toyota Center         | Houston, TX             | Hannah Hidalgo JuJu Watkins             | Paul VI High School Sierra Canyon School    | Notre Dame USC                          |
| 2024  | Toyota Center         | Houston, TX             | Sarah Strong Joyce Edwards              | Grace Christian School Camden High School   | UConn South Carolina                    |
| 2025  | Barclays Center       | Brooklyn, New York      | Sienna Betts                            | Grandview High School (CO)                  | UCLA                                    |

Notes

## Premios

### 35 Greatest Boys McDonald's All Americans
El 31 de enero de 2012, McDonald's All American Games dio a conocer la lista de los 35 Más Grandes McDonald's All Americans, realizada como conmemoración del 35 aniversario del partido.
La lista incluye algunos de los nombres más significativos en la historia del baloncesto, y muestra figuras del pasado y presente entre jugadores olímpicos, de la NBA o estrellas de la NCAA. La lista es la siguiente:
| - Magic Johnson (1977) - Clark Kellogg (1979) - Ralph Sampson (1979) - Isiah Thomas (1979) - Dominique Wilkins (1979) - James Worthy (1979) - Sam Perkins (1980) - Glenn "Doc" Rivers (1980) - Patrick Ewing (1981) | - Michael Jordan (1981) - Chris Mullin (1981) - Kenny Smith (1983) - Danny Manning (1984) - Larry Johnson (1987) - Christian Laettner (1988) - Alonzo Mourning (1988) - Bobby Hurley (1989) - Shaquille O’Neal (1989) | - Grant Hill (1990) - Glenn Robinson (1991) - Jason Kidd (1992) - Jerry Stackhouse (1993) - Vince Carter (1995) - Kevin Garnett (1995) - Paul Pierce (1995) - Kobe Bryant (1996) - Jay Williams (1999) | - Carmelo Anthony (2002) - Amar'e Stoudemire (2002) - LeBron James (2003) - Chris Paul (2003) - Dwight Howard (2004) - Tyler Hansbrough (2005) - Kevin Durant (2006) - Derrick Rose (2007) |

### Morgan Wootten National Player of the Year
Antes de cada partido desde 1997 se concede el premio Morgan Wootten National Player of the Year al jugador del McDonald's All-Americans que haya destacado en la actividad de la comunidad, en las clases y en la pista de juego. En 2002 se agregó un premio a las chicas.
Chicos
| - 1997: Shane Battier - 1998: Ronald Curry - 1999: Jay Williams - 2000: Chris Duhon - 2001: Aaron Miles - 2002: Torin Francis - 2003: LeBron James | - 2004: Dwight Howard - 2005: Josh McRoberts - 2006: Greg Oden - 2007: Kevin Love - 2008: Greg Monroe - 2009: Derrick Favors - 2010: Harrison Barnes | - 2011: Austin Rivers - 2012: Shabazz Muhammad - 2013: Jabari Parker - 2014: Jahlil Okafor - 2015: Ben Simmons - 2016: Lonzo Ball - 2017: Wendell Carter | - 2018: R. J. Barrett - 2019: James Wiseman - 2020: Evan Mobley - 2021: Chet Holmgren - 2022: Dereck Lively II - 2023: Isaiah Collier |

Chicas
| - 2002: Nicole Wolff - 2003: Ivory Latta - 2004: Candace Parker - 2005: Abby Waner - 2006: Tina Charles - 2007: Maya Moore | - 2008: Elena Delle Donne - 2009: Kelsey Bone - 2010: Chiney Ogwumike - 2011: Elizabeth Williams - 2012: Breanna Stewart - 2013: Taya Reimer | - 2014: Ariel Atkins - 2015: Katie Lou Samuelson - 2016: Crystal Dangerfield - 2017: Evina Westbrook - 2018: Christyn Williams - 2019: Haley Jones | - 2020: Paige Bueckers - 2021: Azzi Fudd - 2022: Kiki Rice - 2023: Mikaylah Williams |